# Borovnice (Boemia meridionale)
Borovnice è un comune della Repubblica Ceca facente parte del distretto di České Budějovice, in Boemia Meridionale.